# Amnesia: Rebirth
『Amnesia: Rebirth』（アムネジア: リバース）は、2020年10月20日にリリースされたサバイバルホラーアドベンチャーゲーム。開発・発売はFrictional Games。
「Amnesia: The Dark Descent」の直接的な続編。主人公はアルジェリアの砂漠で目覚めたタシュ・トリアノン。失われた過去の欠片を集めていく。

## 登場キャラクター
タシュ・トリアノン（Tasi Trianon）
声 - アリックス・ウィルトン・リーガン
主人公。
サリーム・ハンナチ（Salim Hannachi）
声 - アブヒン・ガレヤ
タシュの夫。
ティン・ヒナン（Tin Hinan）
声 - レイチェル・アトキンズ

アントン・メツィエ（Anton Metzier）
声 - ニコラス・ボールトン
皆にドクターと呼ばれている。

## カスタムストーリー
The Dark Descentとは違い、Steam上のワークショップでMODを入れる形になる。
なお、日本語化MODに関してもカスタムストーリー扱いになっている。